# (6855) Armellini
(6855) Armellini ist ein Asteroid des inneren Hauptgürtels, der am 29. Januar 1989 von Astronomen des Observatorium San Vittore (IAU-Code 552) in Bologna in Italien entdeckt wurde.
Benannt wurde der Asteroid am 1. Juni 1996 nach dem italienischen Astronomen Giuseppe Armellini (1887–1958), der ab 1920 Professor für Astronomie und Himmelsmechanik an der Universität Pisa war, wo er auch ein kleines Observatorium gründete. 1922 wechselte er an die Universität Rom, wo er Direktor des Observatoriums auf dem Kapitol wurde.